# مركور شبيل أرينا
مركور شبيل أرينا هو ملعب متعدد الاستخدام في مدينة دوسلدورف، ألمانيا. يتسع لـ54600 متفرج. يقع مركور شبيل أرينا بالقرب من نهر الراين.
يحتوي على سطح قابل للإغلاق، كما أنه يحتوي على نظام للتدفئة يوفر جوا مناسبا خلال المباريات في الشتاء.
استمرت أعمال بناء الملعب بين عامي 2002 و2004. افتتح في 10 سبتمبر عام 2004 بتكلفة انشائية تقارب 240 مليون يورو.
طول الملعب 100 متر، وعرضه 70 متر.

## المباريات الدولية
لم يكن مركور شبيل أرينا من الملاعب المستضيفة لكأس العالم 2006، لكنه استضاف عدة مباريات دولية منذ افتتاحه.
أول مباراة دولية على أرضه كانت مباراة ودية بين ألمانيا والأرجنتين، وانتهت بالتعادل 2-2 وكان ذلك في 9 فبراير 2005.
وفي 7 فبراير 2007، لعبت فيه مباراة ودية أخرى بين ألمانيا وسويسرا وانتهت بفوز الألمان بنتيجة 3-1.
وفي 11 فبراير 2009، خسرت ألمانيا أمام النرويج بنتيجة 1-0 في اسبرت أرينا.
استضاف الملعب أيضا مباراتين للبرتغال. الأولى كانت ضد السعودية في 1 مارس 2006 وانتهت بفوز البرتغال بنتيجة 3-0.
الثانية كانت ضد اليونان في 26 مارس 2008 وانتهت بخسارة البرتغال 2-1.

## اقرأ أيضا
- فورتونا دوسلدورف
- دوسلدورف
- ألمانيا
- الدوري الألماني